# Fornebubanen

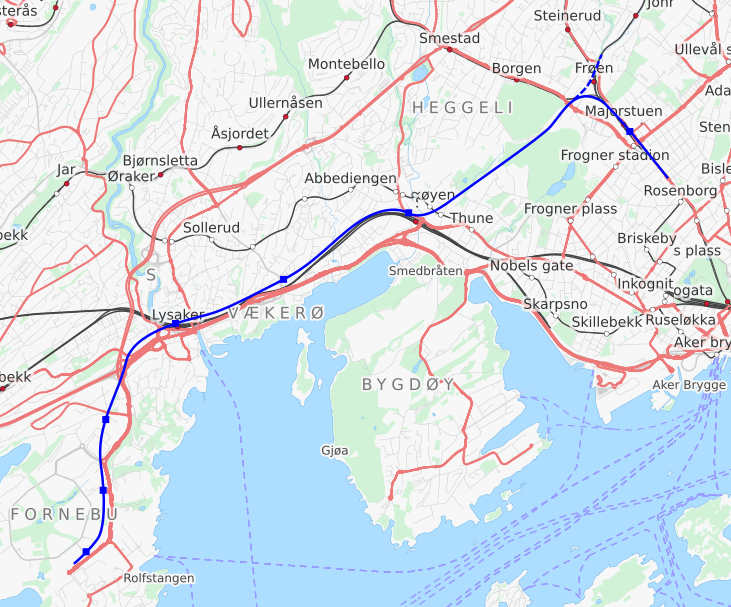

Fornebubanen är en påbörjad spårförbindelse mellan Majorstuen i centrala Oslo och Fornebu i Bærums kommun, via Skøyen och Lysaker. Det är beslutat att förbindelsen skall byggas som en del av Oslos tunnelbana. Byggstarten skedde år 2020 och arbetet beräknas vara klart 2027.
I november 2018 uppgavs att den anslagna kostnaden var 13,8 miljarder norska kronor och att invigningen förväntades till hösten 2025 men budgeten är idag på 16 miljarder.